# Meister der Goldenen Bulle

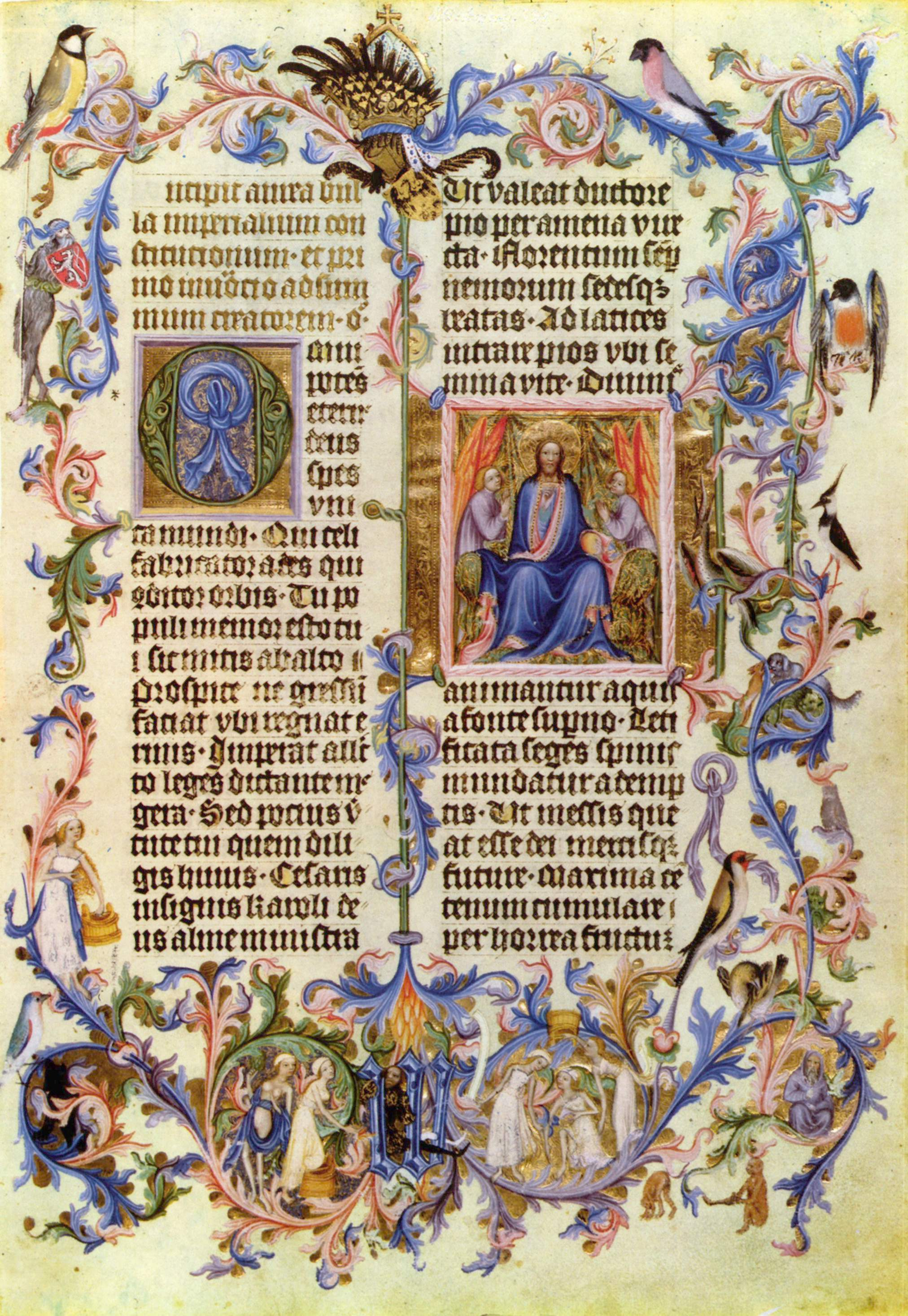
Die Goldene Bulle (Böhmen), um 1400, Anfangsseite (Kopie)

Als Meister der Goldenen Bulle wird ein mittelalterlicher Buchmaler bezeichnet. Der namentlich nicht bekannte Künstler erhielt seinen Notnamen nach den 48 prachtvollen Miniaturen, mit denen er um 1400 die Böhmische Ausgabe der Goldenen Bulle ausgemalt hat.
Der Meister war in der Hofwerkstatt des böhmischen Königs Wenzel IV. in Prag tätig. Die vom Meister ausgemalte Goldene Bulle ist eine im Auftrag Wenzels erstellte Abschrift des Gesetzestextes des Heiligen Römischen Reiches, der die Modalitäten der Wahl und der Krönung der römisch-deutschen Könige regelte. Die Bilder haben diese Wahl und verwandte Themen zum Motiv und gelten als ein Beispiel von böhmischer Buchmalerei der höchsten Qualität. Ihr Hintergrund ist oft aufwendig mit Blattgold geschaffen und mit Rankenwerk umgeben. Das Werk findet sich heute in der Österreichischen Nationalbibliothek in Wien. In der Hofwerkstatt Wenzels entstand zur gleichen Zeit auch die Wenzelsbibel, eine andere Prachthandschrift und wie die Goldene Bulle ein führendes Werk böhmischer Buchmalerei um 1400.